# Due di tutto
Due di tutto va ser un programa de televisió italià del gènere de varietats, que era retransmès els diumenges a la tarda a Rai 2 del 12 de desembre de 1982 al 16 de gener de 1983. Va obtenir un dels Premis Ondas 1983.

## Format
Dirigit per Enzo Trapani, autor del programa in col·laboració amb Stefano Jurgens i Carla Vistarini, la varietat no tenia una conducció pròpia tradicional. Seguint la línia inaugurada per Non stop, el xou es desenvolupava passant des d'un esquetx fins a un ballet, fins a un moment musical, sense interrupcions. Cada artista tenia només dos minuts per fer el seu propi número.
Fins i tot la presència de Daniele Piombi es va utilitzar amb intenció irònica: es va demanar al conegut presentador que realitzés el vers amb ell, amb possibles connexions des de llocs termals amb falsos showmen. La coreografia era de Renato Greco, l'orquestra dirigida per Marcello De Martino.
El tema d'apertura, Juke Box, era cantat per Plastic Bertrand i ballada per Tiziana Fiorveluti, mentre el tema de clausura, Mi piace tanto la gente, era cantada per Mina i ballada per Oriella Dorella.

## Protagonistes
- Giorgio Ariani
- Dalila Di Lazzaro
- Claudio Cecchetto
- Tullio De Piscopo
- Oriella Dorella
- Franca Valeri
- Enzo Paolo Turchi
- Diego Abatantuono
- Gigi e Andrea
- Guia Jelo
- Norma Jordan
- Miguel Bosé
- Gino Bramieri
- Francesco De Rosa
- Mauro Di Francesco
- Tiziana Fiorveluti
- Maurizio Micheli
- Tiziana Pini
- Daniele Piombi
- Gigi Proietti
- Anthony Quinn
- Gigi Sabani
- Francesco Salvi
- Tino Scotti
- Maurizio Merli
- Jack La Cayenne
- Alberto Sordi
- Iris Peynado
- Ugo Tognazzi
- Vittorio Gassman